# Kvinnaböske Band
Kvinnaböske Band är Hasse Anderssons ackompanjemangsgrupp. Den bildades i början på 1970-talet men har sedan dess har genomgått en del medlemsbyten. Den första upplagan av bandet bestod av tolv man som skulle spela i parken till sanatoriet KVS i Vejbystrand, då tillhörande Barkåkra kommun, där det skulle hållas ett pyjamasparty för patienterna. Andersson ringde runt till folk han kände som ville spela med honom. Mårten Micro som var gitarrist i Kal P. Dals band Pågarna jobbade på KVS och medverkade vid något tillfälle i Kvinnaböske Band. Även Anderssons bror spelade vid något tillfälle i bandet.

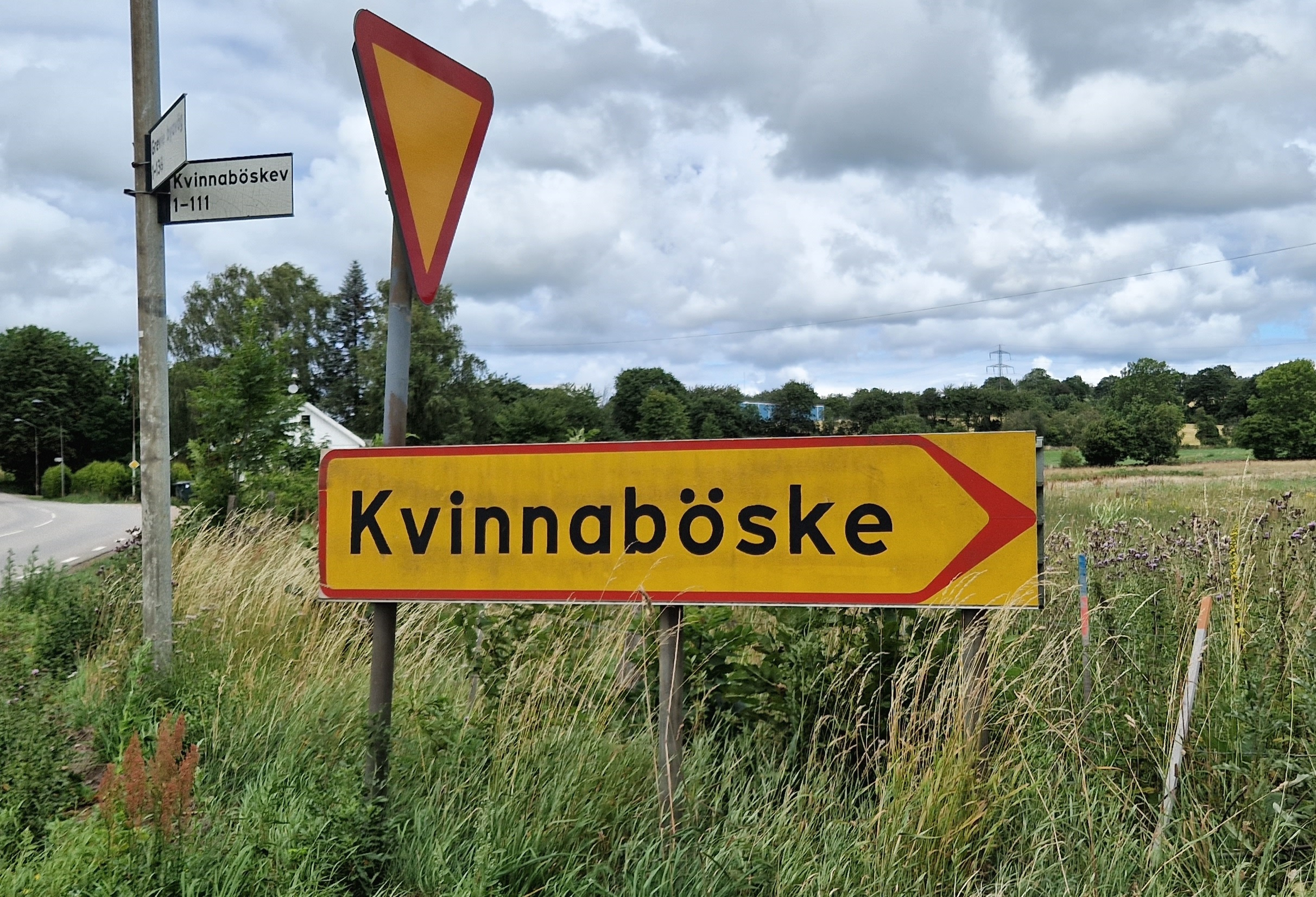
Den skånska orten Kvinnaböske ligger till grund för bandnamnet.

Bandets namn kommer från att Andersson bodde i den skånska orten Kvinnaböske. Först kallade han bandet för Kvinnaböske Tramp Stamping Band.
1979 gav bandet ut singeln Eva-Lena / En ballad om ett barn som nådde 17:e plats på svenska Singellistan. 

## Medlemmar
Kvinnaböske Band består av :
- Jannike Stenlund – fiol, gitarr, dragspel, munspel, piano, sång
- Kalle Magnusson – basgitarr
- Peter Fältskog – trummor
- Johan Pihleke – gitarr, mandolin, sång, banjo
- Niklas Brandt – keyboards, dragspel, sång
- P-O Nilsson – keyboards, sång, dragspel, gitarr, Pedal Steel

## Diskografi
Album
Kvinnaböske Band har medverkat på följande album med Hasse Andersson:
- 1980 – Du ska inte kasta sten...
- 1981 – Annat var det förr
- 1982 – Änglahund
- 1983 – Höstens sista blomma
- 1984 – Hasse Andersson med lånade låtar och vänner till hjelp (med Siw Malmkvist och Peps Persson)
- 1985 – 'tie bilder
- 1986 – Jul i Kvinnaböske
- 1996 – Jul i Hasses lada
- 1997 – Den 14:e
- 2004 – Nära Dig
- 2006 – Här e' ja'
- 2008 – Edvard Östen osse jag
- 2010 – Hasses jukebox
- 2012 – Låt aldrig ljusen slockna
- 2015 – Guld och gröna skogar
- 2015 – Den bästa julen
- 2016 – Det bästa
- 2017 – Bilen söderut (med Nisse Hellberg)
- 2017 – Hasses trädgård

Singlar
- 1979 – "Eva-Lena" / "En ballad om ett barn"
- 2016 – "Allt eller inget" (med Lotta Engberg)
- 2016 – "Feliz navidad"
- 2017 – "En solig dag"